# Casuarina cristata
Casuarina cristata är en tvåhjärtbladig växtart som beskrevs av Friedrich Anton Wilhelm Miquel. Casuarina cristata ingår i släktet Casuarina och familjen Casuarinaceae. Inga underarter finns listade i Catalogue of Life.